# アーネム・トロリーバス
アーネム・トロリーバス（オランダ語: Arnhemse trolleybus）は、オランダの都市・アーネム市内に存在するトロリーバス。2022年時点でオランダ唯一のトロリーバスであり、路線バスをはじめとする公共交通機関と共にブレン（Breng）というブランド名の下で、公共交通事業者のヘルメス（Hermes）によって運営が行われている。

## 歴史
オランダの都市・アーネム市内における公共交通機関の歴史は1880年に開通した馬車鉄道に始まった。この路線は1911年5月21日に電化され、以降は路面電車（アーネム市電）として運用されたが、第二次世界大戦中の戦闘（マーケット・ガーデン作戦）によりアーネム市内は甚大な被害を受け、路面電車も大規模な損害により運休を余儀なくされた。戦後の1946年、アーネム市議会は路面電車の代わりに、利用客が多い路線をトロリーバスに、少ない路線を路線バスとして復旧する事を決定した。それを受けて1948年からトロリーバス用の架線の敷設や車庫の建設が行われ、1949年9月5日に最初のトロリーバス路線となる1号線の営業運転が開始された。
その後、1950年に開通した4号線を皮切りにトロリーバスの路線網は急拡大し、1957年時点で合計7系統が運行されるようになり、アーネム市内における公共交通機関の年間利用客数の4分の3をトロリーバスが占める程となった。だが、その後のモータリーゼーションの影響により利用客は減少し、一部系統の廃止も断行された他、新型車両の導入も滞る事態となった。1971年には当時の運営事業者によりトロリーバス自体の廃止も提案されたが、アーネム市民からの反対運動に加え、これらの公共交通機関の赤字を補填していた運輸・公共事業・水管理省からトロリーバスの運行の継続に支障がない事が通知された事により、1975年に廃止計画は撤回された。それ以降は一部区間の延伸に加え、既存の路線網の近代化も実施された。
だが、1993年以降、この行政からの赤字補填が段階的に廃止された事を受け、再度トロリーバスの存廃議論が巻き起こるようになった。それを受けてアーネム市内のトロリーバス網を維持するため「トロリー2000（Trolley 2000）」計画が立ち上げられ、車両の連節バスへの置き換えや路線網の整理による運用コスト削減や輸送力の増強が図られた。その過程で一部区間の廃止が行われたものの、2010年代に復活した区間も存在する。また同年代には2号線の延伸工事も実施され、2014年12月から営業運転を開始している。
運営組織については1990年代に幾度かの再編が実施され、1999年にコネクシオンによる運営になった後、2008年以降はアーネム市が施設を所有し公共交通事業者が運営や管理を行う形へ移行され、2021年現在はコネクシオンの子会社であるヘルメスによる運営が実施されている。

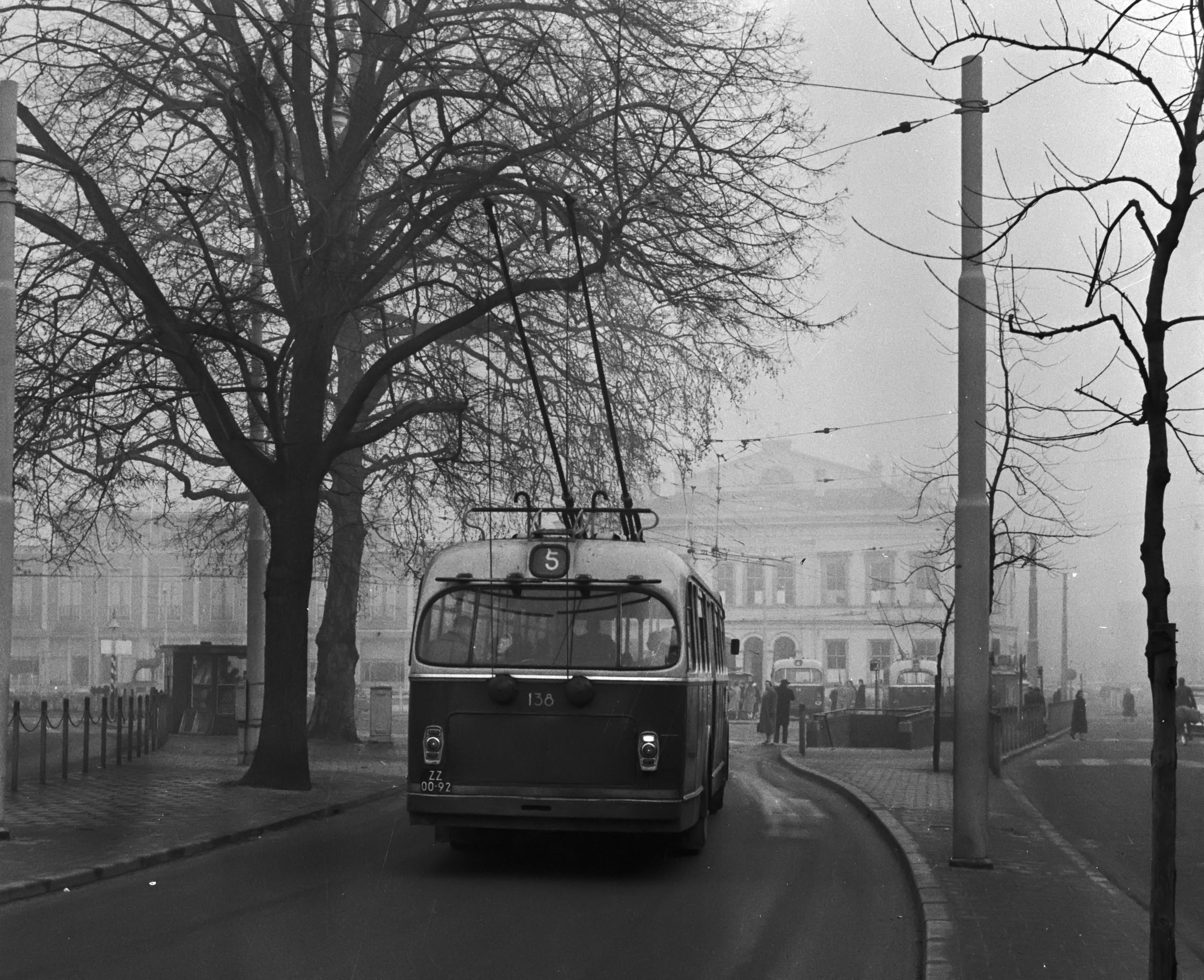
1959年撮影
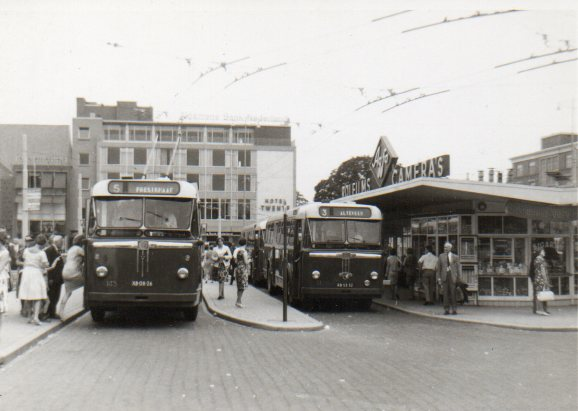
1965年撮影
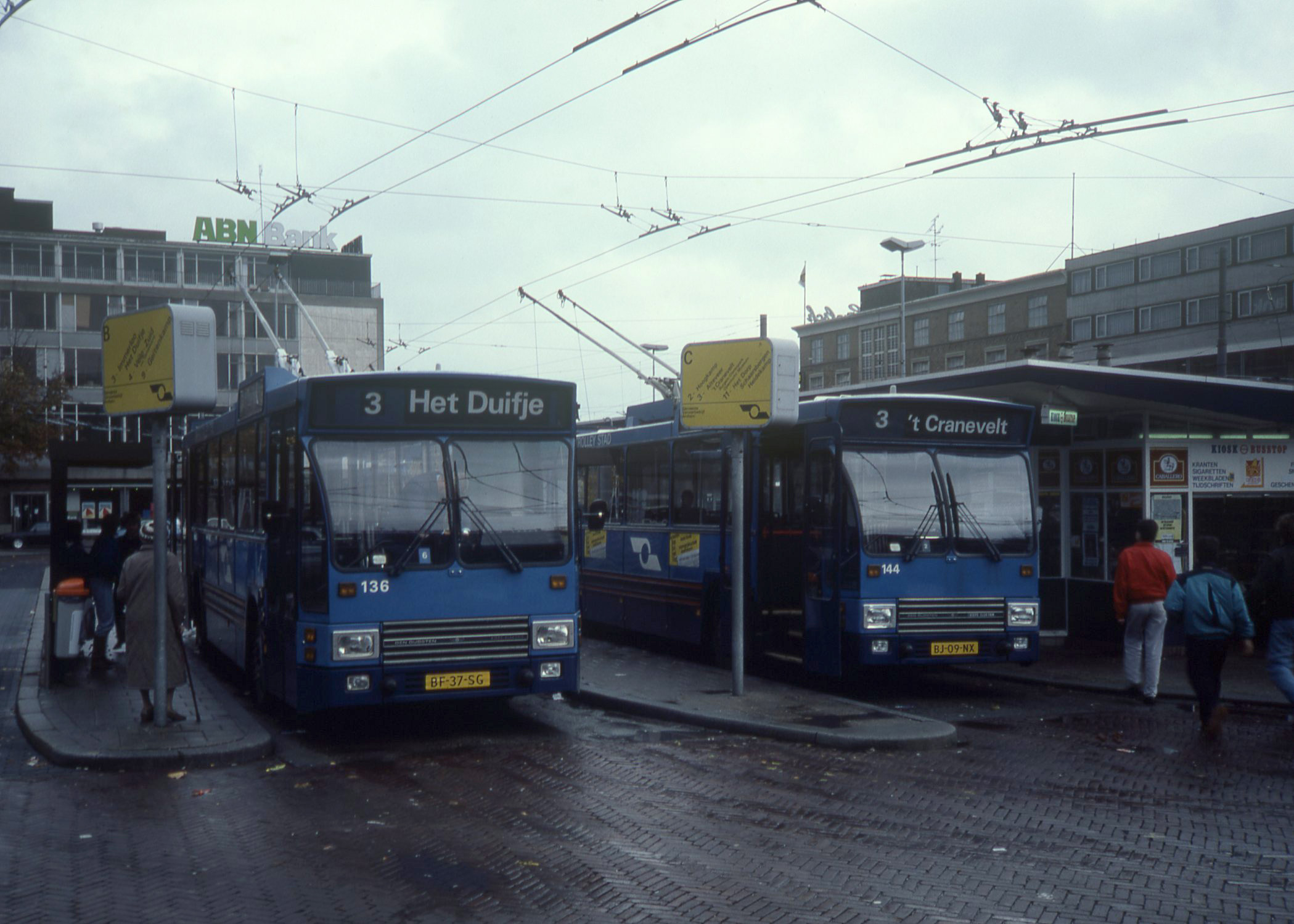
1986年撮影

## 系統
2021年12月に実施された、利用客減少に伴う一部区間の廃止以降、アーネム市内には以下のトロリーバス路線が存在する。
| 系統番号 | 起点             | 終点         | 備考               |
| -------- | ---------------- | ------------ | ------------------ |
| 1        | De Laar West     | Velp         |                    |
| 2        | Centraal Station | De Laar West |                    |
| 3        | Het Duifje       | Burgers' Zoo | ラケット式環状系統 |
| 5        | Schuytgraaf      | Presikhaaf   | ラケット式環状系統 |
| 6        | Centraal Station | Elsweide/HAN |                    |
| 7        | Geitenkamp       | Rijkerswoerd |                    |

## 車両
2022年現在、アーネム市内で使用されているトロリーバス車両は、スイスのバスメーカーであるヘスが展開するノンステップ連節バスのスイストロリーに統一されている。2009年から4次に渡って導入が実施されているが、そのうち2017年製の2両（5272、5273）については2019年にリチウムイオン充電池を搭載し、非電化区間を最長10 km走行可能な「トロリーバス2.0（Trolleybus 2.0）」への改造が行われている。
一方、それ以前に使用されていた車両の一部は2022年時点でも現存しており、そのうち最初に製造された101についてはアーネム市内で動態保存運転が実施されている。

現有車両
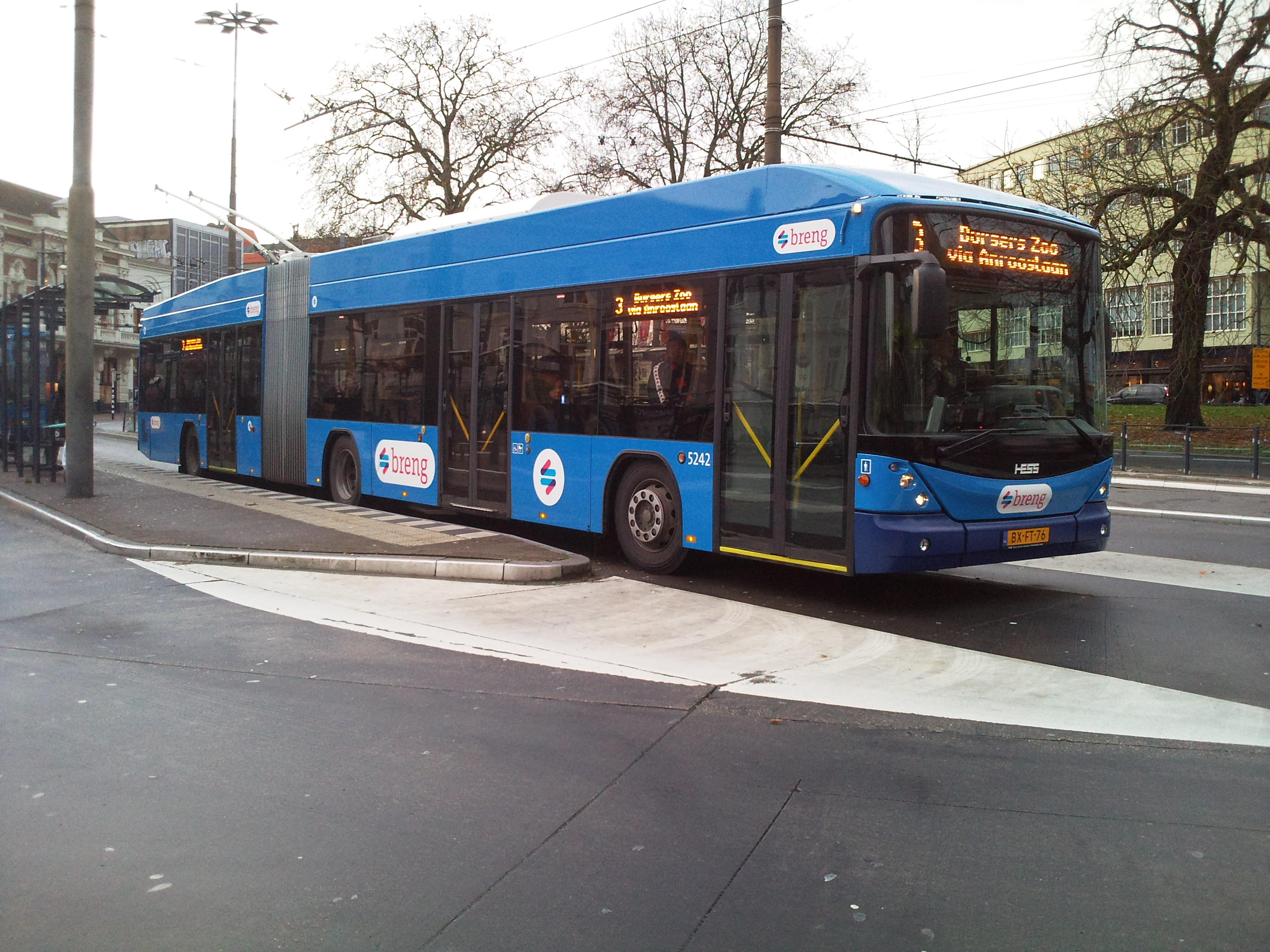
スイストロリー（5242）
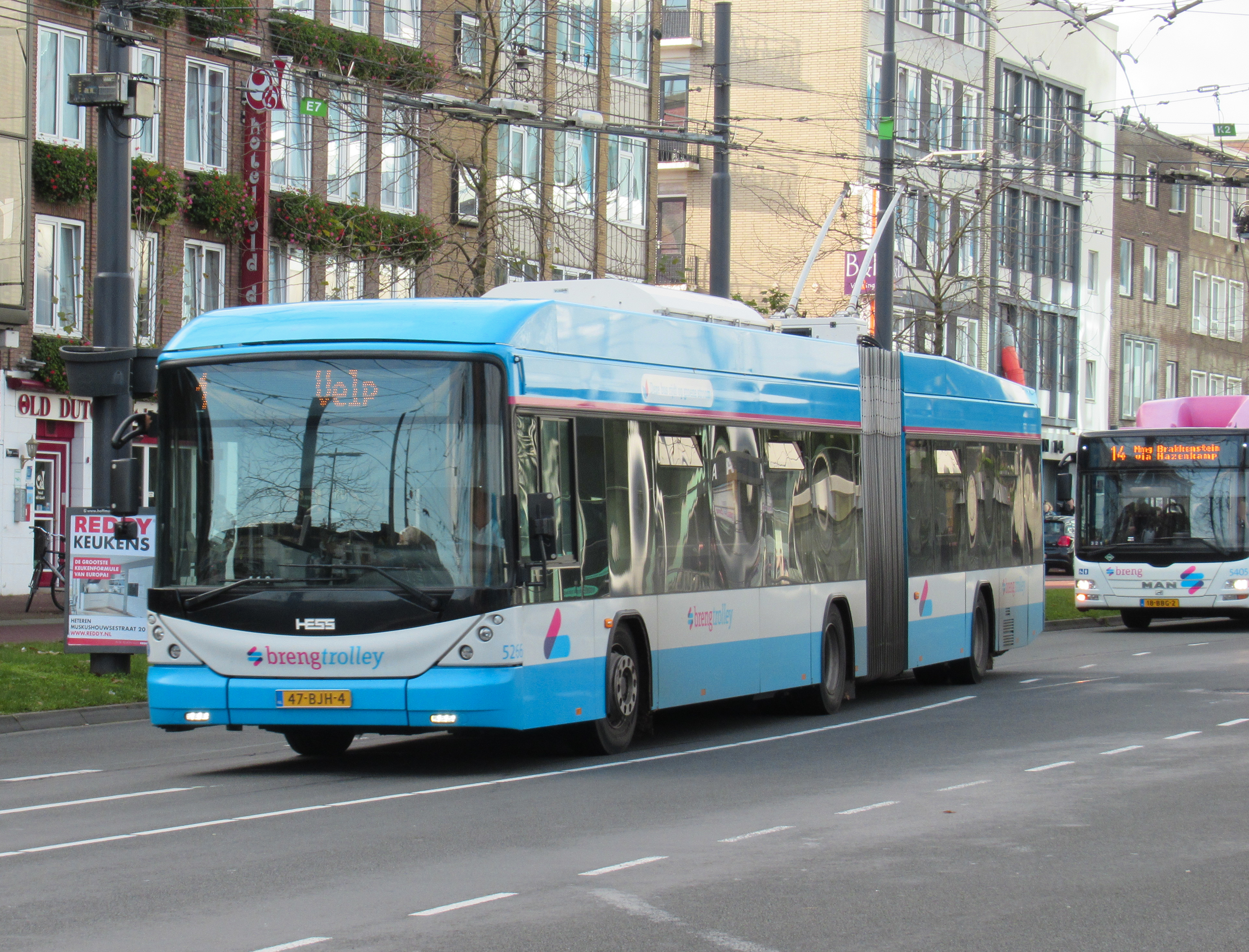
スイストロリー（5246）
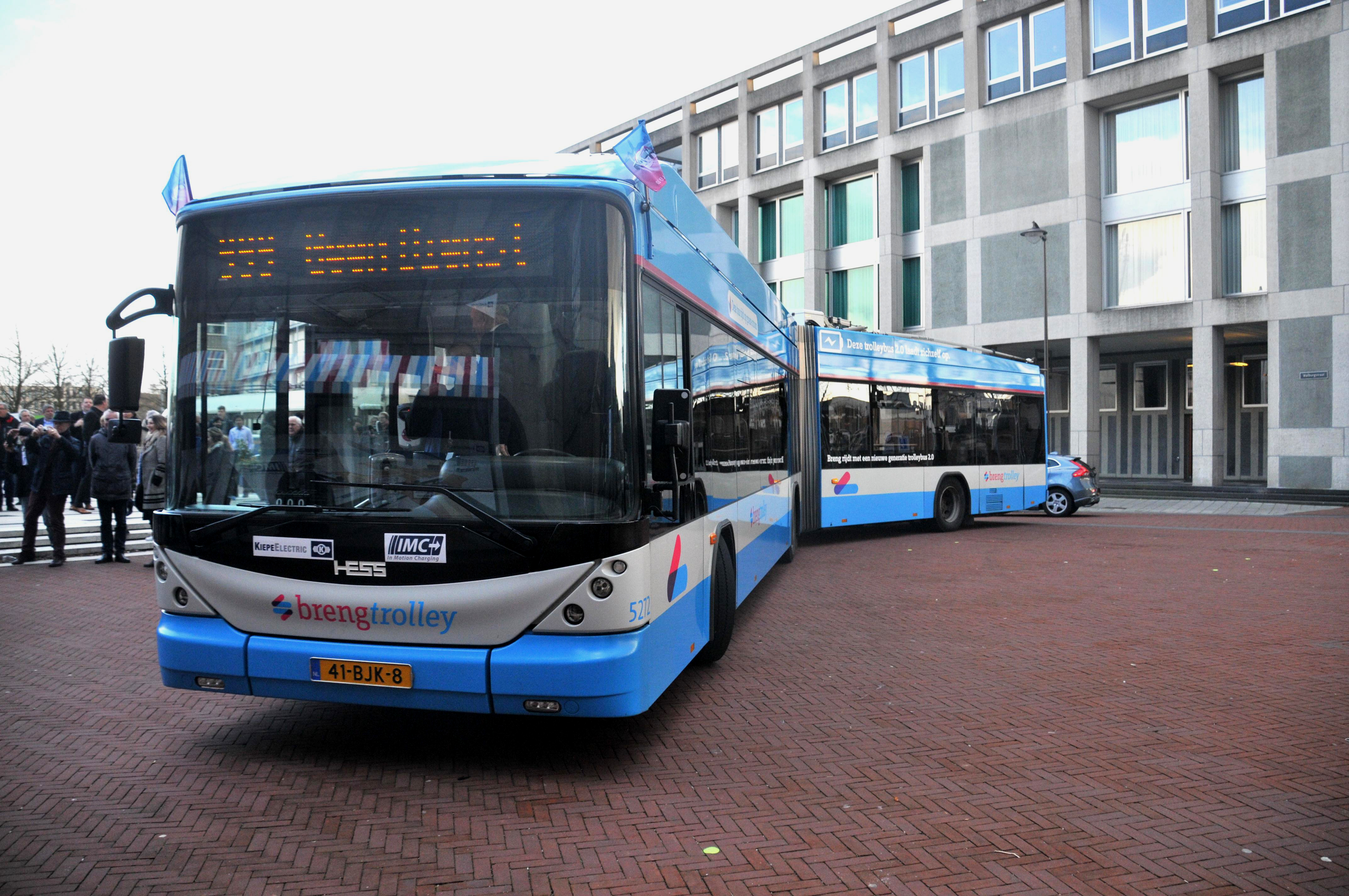
スイストロリー（5272、改造後）

過去の車両・保存車両
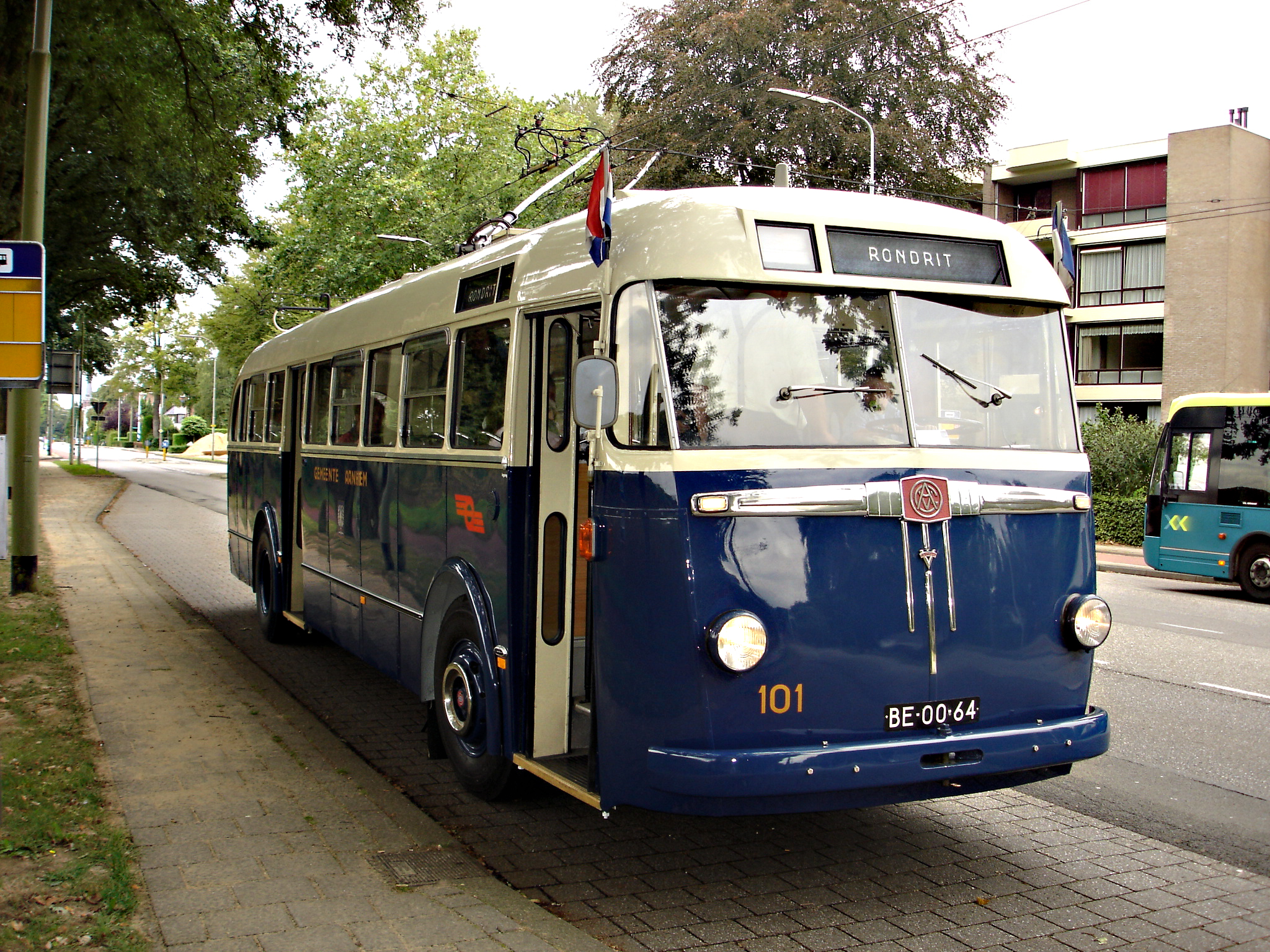
101
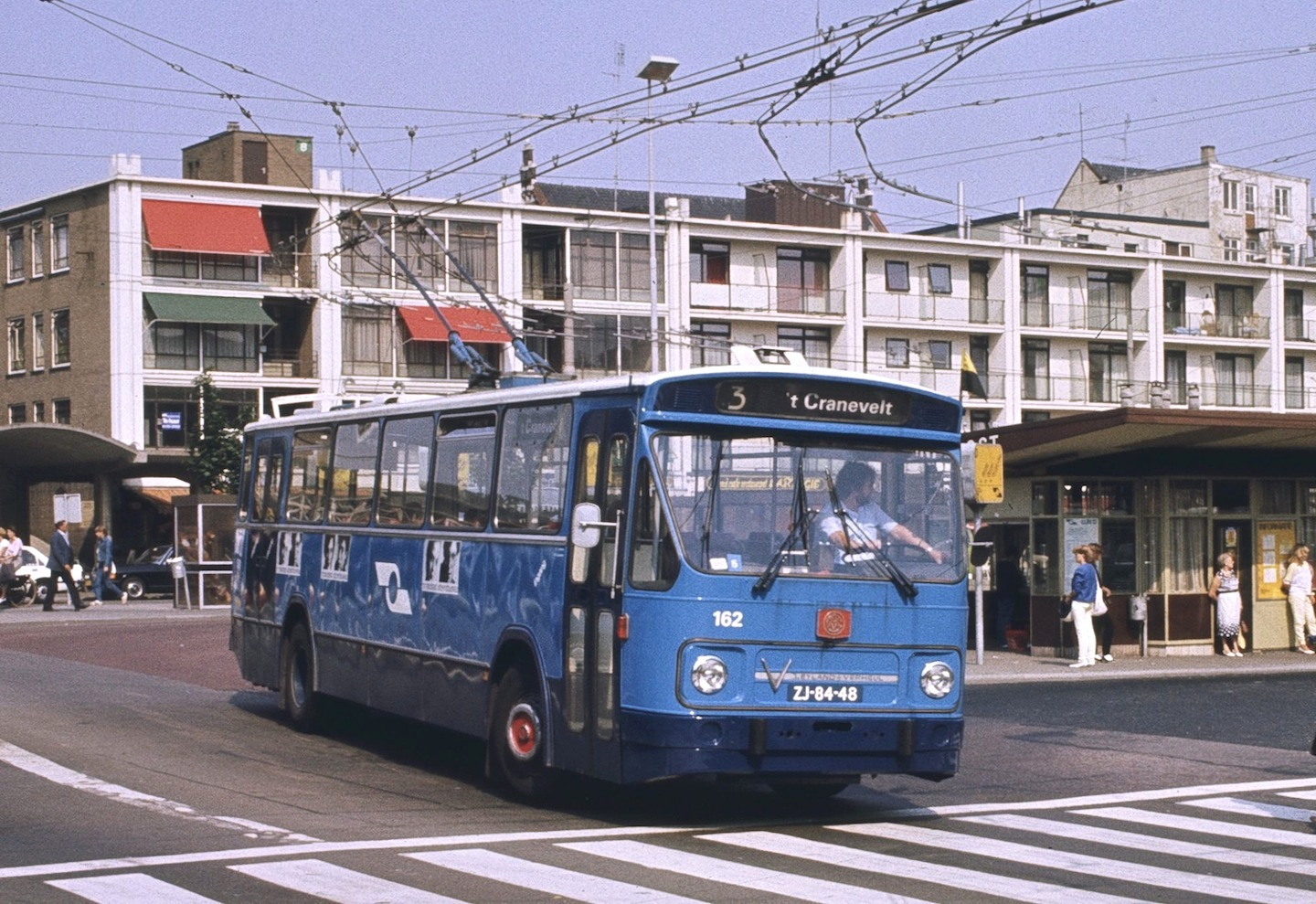
162
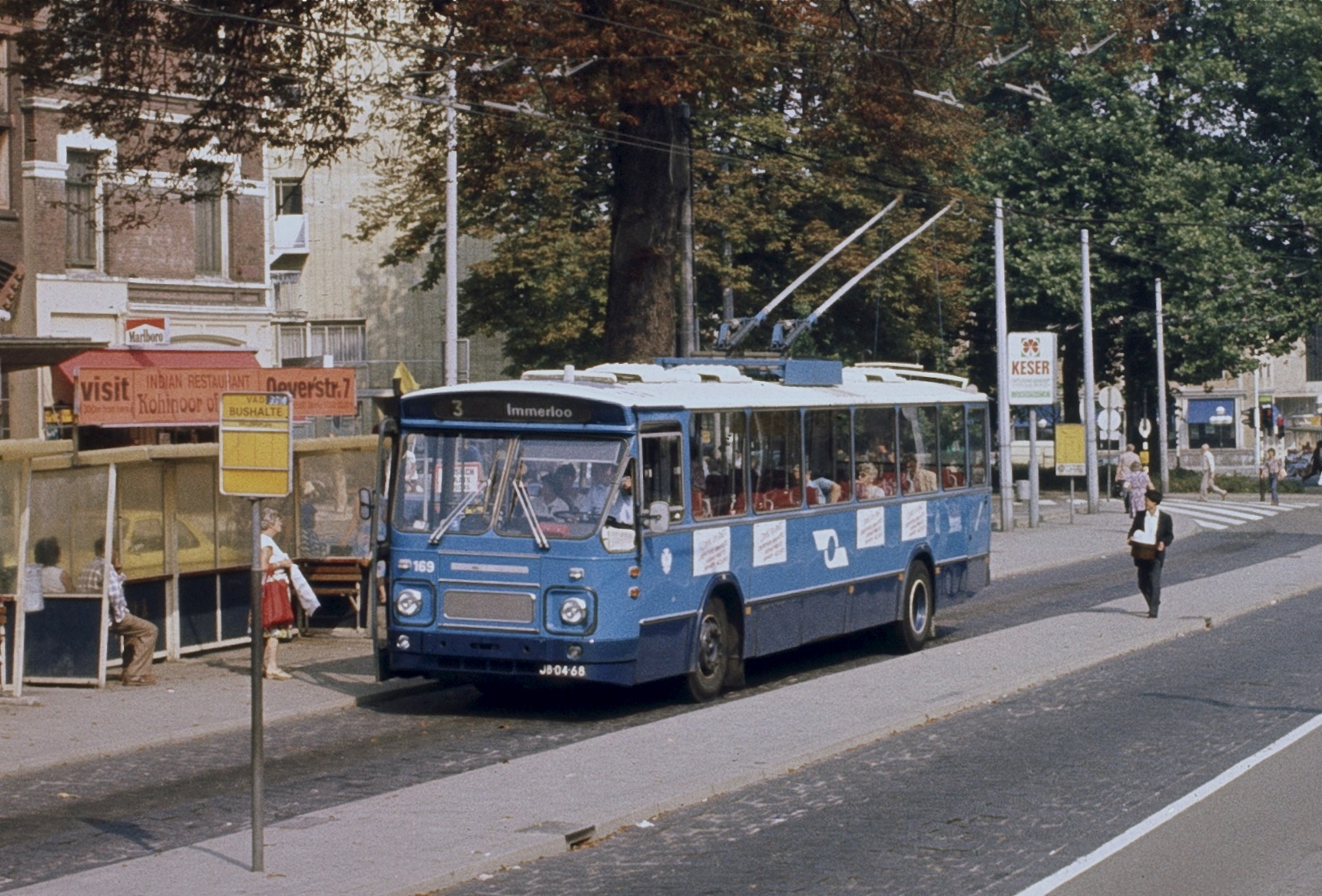
169
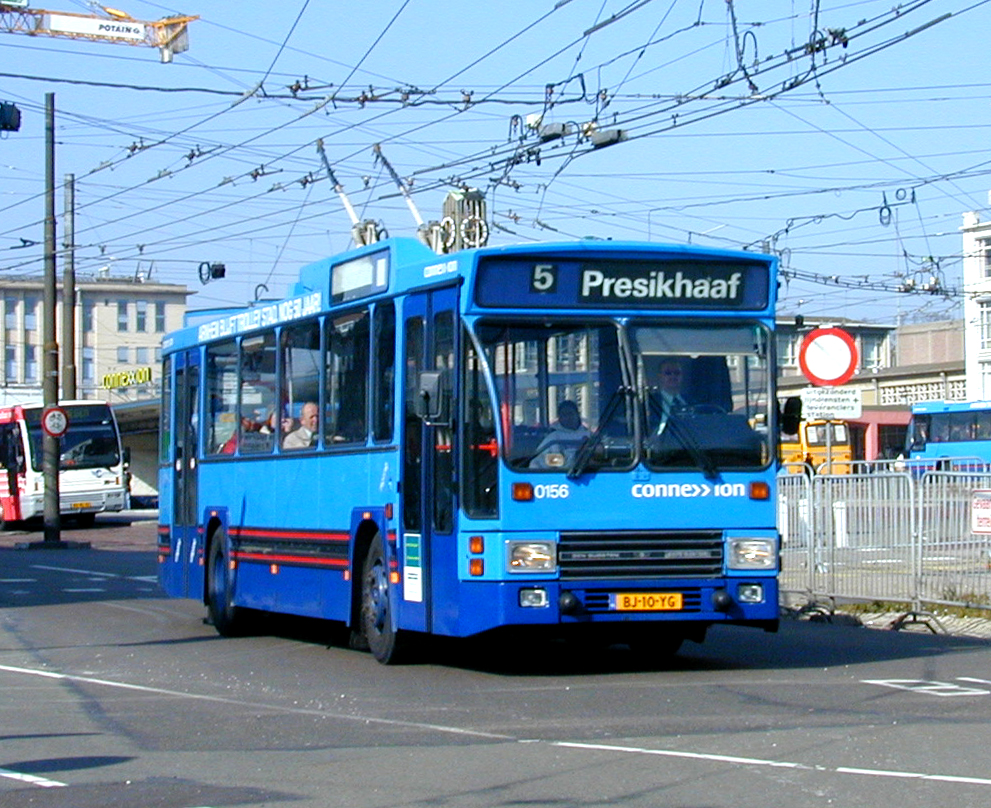
156
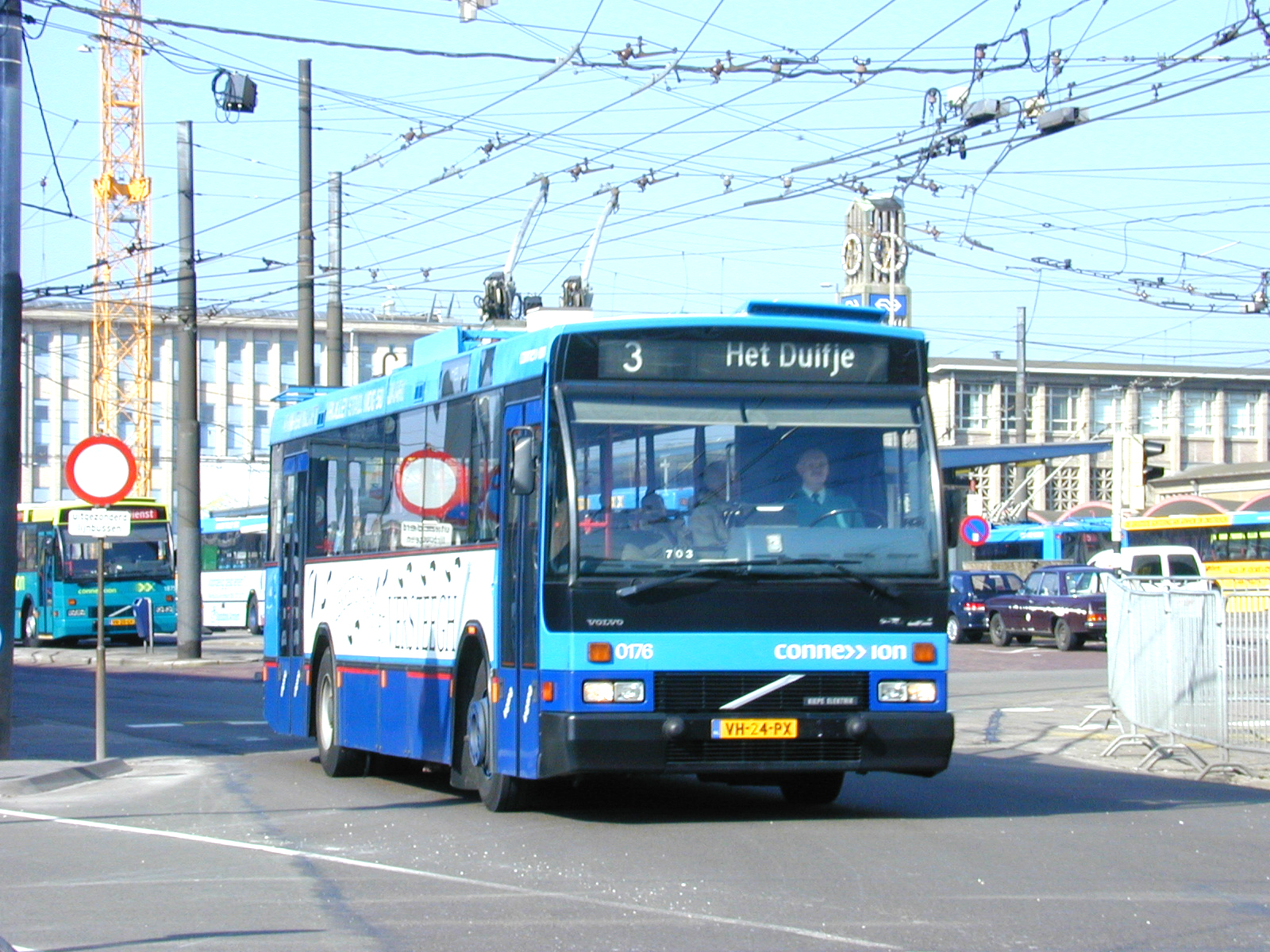
176
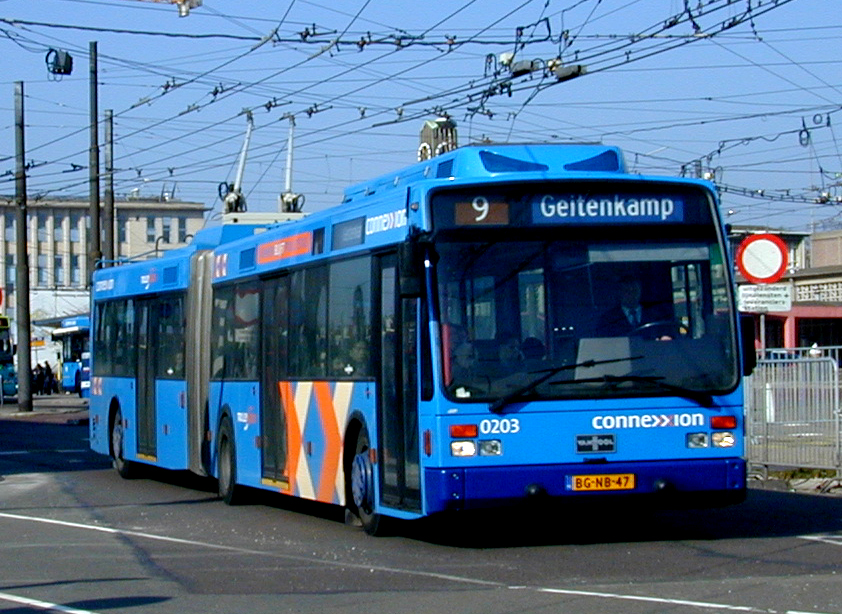
203
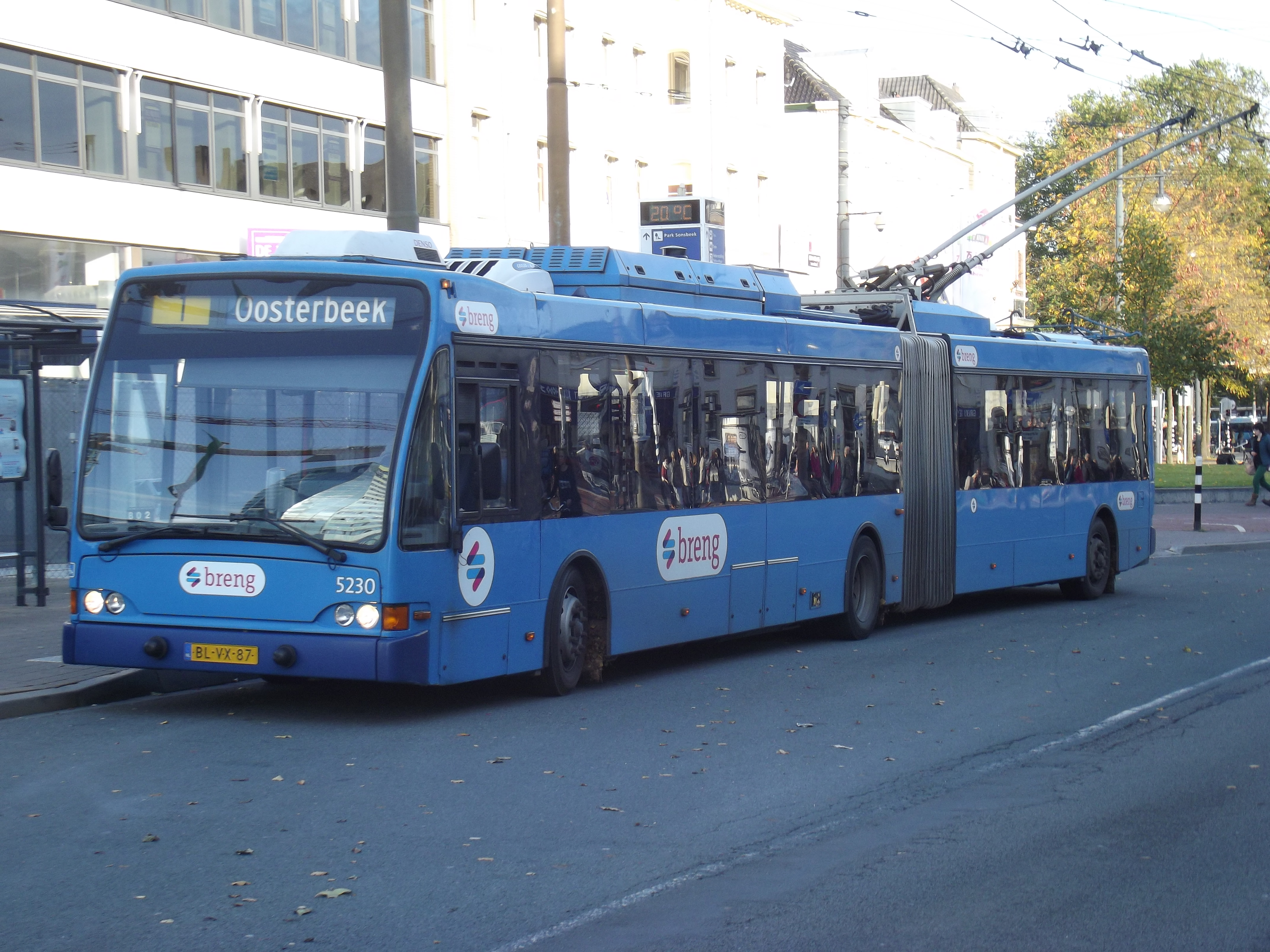
5230

## 今後の予定
アーネム市内のトロリーバスを運営するヘルメスは市内西部への路線の延伸を予定しており、それに向けて充電池を搭載し架線レス区間でも走行可能な新型車両の入札を2021年に実施した。その後、翌2022年にポーランドのソラリスと契約を結ぶことが決定し、同社が展開する連節式トロリーバスのトロリーノ18 "メトロスタイル"を10両、2024年以降導入する事になっている。